# Куньинга
Куньинга (порт. Cunhinga) — муниципалитет в Анголе, входящий в провинцию Бие.
Площадь муниципалитета — 1509 км².
Население на 2006 год — 43 331 человек. Плотность населения — 28,7 чел./км². Крупнейший город — Куньинга.
Муниципалитет граничит на севере с муниципалитетами Андуло и Ньярея, на востоке с муниципалитетом Катабола, на юге с муниципалитетами Куито и Чингуар, на западе с муниципалитетами Баилундо и Мунго.
До 1975 года назывался Воуга.